# Enercon

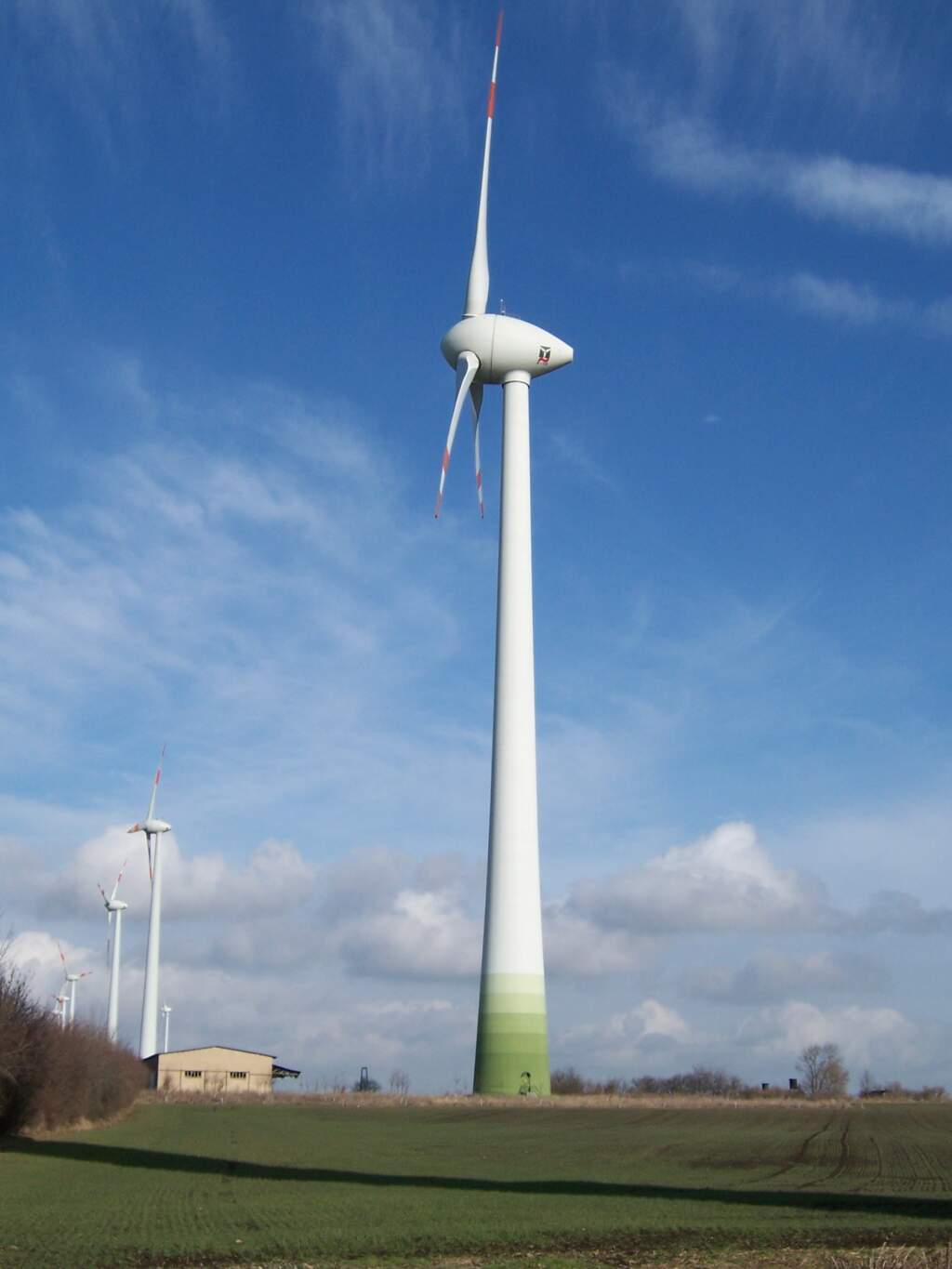
ENERCON E-112, мощностью 6,0 МВт.

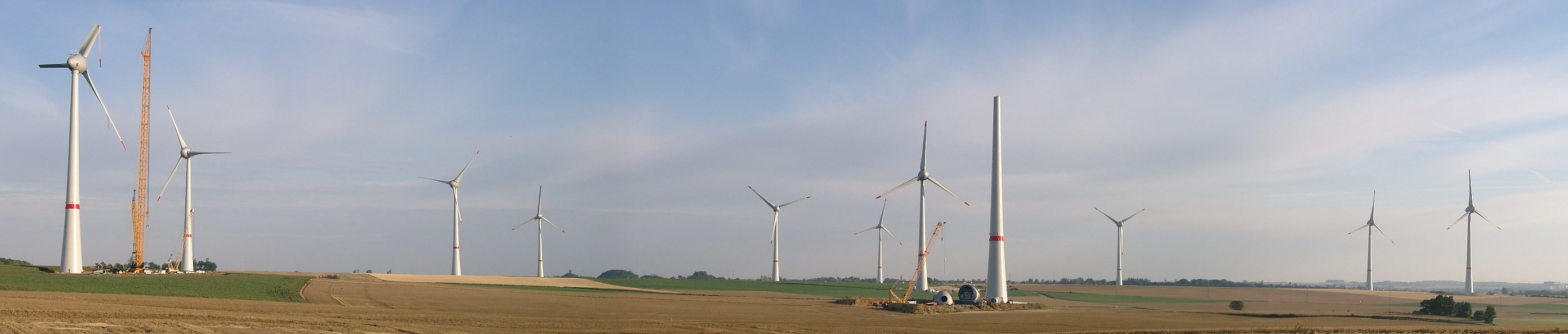
11 × Enercon E-126 (7,5 МВт) бельгийской ВЭС Estinnes в июле 2010, за месяц до завершения станции

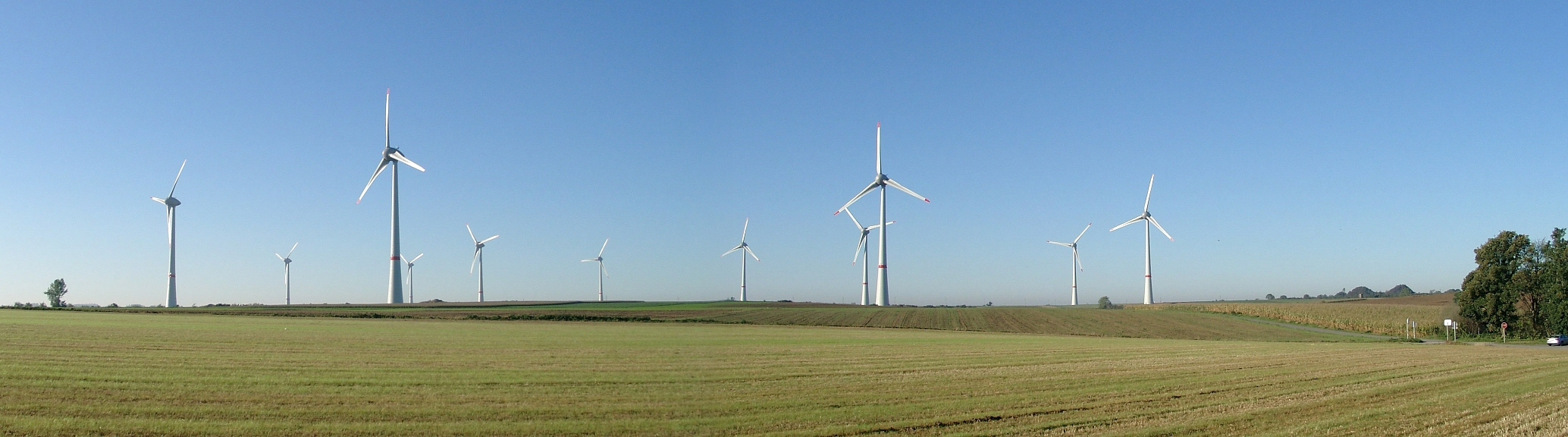
Бельгийская ВЭС Estinnes 10 октября 2010 года, после завершения строительства

Enercon GmbH — один из крупнейших в мире производителей ветрогенераторов. Крупнейший производитель ветрогенераторов в Германии. В 2007 году Enercon занимал 50,3 % рынка Германии, и 14 % мирового рынка ветрогенераторов в 2008 году.

## Продукция
Enercon производит промышленные ветрогенераторы мощностью от 330 кВт. до 7,58 МВт. Основная черта ветрогенераторов Enercon — отсутствие трансмиссии и кольцевой генератор.

## История
Компания основана в 1984 году, в том же году началась разработка турбины мощностью 55 кВт.
В 1986 году была построена первая ветряная электростанция с 10 турбинами ENERCON мощностью по 55 кВт.
В 1988 году Enercon построил свой первый завод по производству ветрогенераторов.
1993 год — началось серийное производство ветрогенераторов мощностью 500 кВт.
1995 год — Enercon начал серийное производство ветрогенераторов мощностью 230 кВт. в Индии. Установлен прототип турбины мощностью 1,5 МВт.
1998 год — Enercon начал серийное производство турбин мощностью 1,5 МВт. в Магдебурге.
2002 год — построен прототип ветрогенератора Enercon E-112 мощностью 4,5 МВт. Компания обозначает свои турбины как E-112, где 112 — диаметр ротора в метрах. В Турции открыт завод по производству лопастей. До декабря 2004 года турбина оставалась крупнейшей в мире. В конце компания REpower Systems построила ветрогенератор мощностью 5,0 МВт.
2004 год — построен прототип ветрогенератора мощностью 2,0 МВт.
2005 год — завершена разработка прототипа мощностью 6,0 МВт. Диаметр ротора 114 метров, высота башни 124 метра. Производственные площади компании выросли до 370 000 м².
В конце 2007 года продолжалось строительство двух E-126 мощностью по 7,58 МВт. Высота башни составляет 131 метр. Enercon ожидает, что каждая турбина будет ежегодно производить 18 млн кВт·ч электроэнергии, что достаточно для годового потребления 4500 коттеджей.

## Деятельность
К началу 2009 года Enercon установил более 13 тысяч ветрогенераторов в 30 странах мира. Их суммарная мощность более 15 000 МВт. В 2010 году компания вышла на пятое место в мире по суммарной мощности произведённого за год оборудования — 2846 МВт.
Заводы компании расположены в Германии, Швеции, Бразилии, Индии, Турции и Португалии. 